# Streptokokken
|  | Dieser Artikel wurde aufgrund von formalen oder inhaltlichen Mängeln in der Qualitätssicherung Biologie zur Verbesserung eingetragen. Dies geschieht, um die Qualität der Biologie-Artikel auf ein akzeptables Niveau zu bringen. Bitte hilf mit, diesen Artikel zu verbessern! Artikel, die nicht signifikant verbessert werden, können gegebenenfalls gelöscht werden. Lies dazu auch die näheren Informationen in den Mindestanforderungen an Biologie-Artikel. |

Streptokokken (eingedeutschter Plural aus dem lateinischen Singular Streptococcus, der sich aus den beiden altgriechischen Bestandteilen στρεπτός streptós ‚Halskette‘, ‚gedreht‘, ‚kettenförmig‘, und κόκκος kókkos ‚Kern‘, ‚Korn‘, ‚Beere‘, zusammensetzt) sind Bakterien der Gattung Streptococcus aus der Familie der Streptococcaceae, kokkal (annähernd kugelförmig), bevorzugt in Ketten angeordnet, grampositiv und aerotolerant. Erstmals entdeckt wurden sie 1874 von Theodor Billroth (von dem sie auch ihren Namen haben) und Paul Ehrlich als kettenbildende Kokken. Von den in die Gruppen A bis T eingeteilten Streptokokken sind für den Menschen vor allem β-hämolysierende Streptokokken der Gruppe A (GAS) und der Gruppe B (GBS) von Bedeutung.

## Eigenschaften
Kugelförmige bis ellipsoide Zellen, Durchmesser 0,5–2,0 µm, paarweise oder in verschieden langen Ketten angeordnet, grampositiv, nicht motil (ohne aktive Bewegung), keine Sporen bildend, einige Arten bilden Schleimhüllen. Sie sind fakultativ anaerob, aerotolerant, chemoorganotroph, fermentativ, hauptsächlich Kohlenhydrate verwertend und dabei hauptsächlich Milchsäure homofermentativ bildend, Katalase-negativ und Oxidase-negativ (ohne Katalase- und Oxydase-Aktivität), nicht proteolytisch (nicht Proteine abbauend), Temperaturbereich des Wachstums und der Vermehrung bei den meisten Stämmen 25–45 °C, Optimum nahe 37 °C.

## Vorkommen und Wirkungen
Streptokokken sind weit verbreitet und kommen als Saprophyten in Habitaten vor, die biogene, organische Stoffe enthalten, beispielsweise an Pflanzen und in abgestorbenem Pflanzenmaterial. Dies wird im Zusammenhang mit ihrer Säurebildung zur Konservierung von Pflanzenmaterial genutzt (Silage, Sauergemüse) und zur Herstellung von Sauermilchprodukten. Einige Streptokokken gehören der normalen Bakteriengesellschaft an, die in und an Menschen und Säugetieren siedelt. Die zur Normalflora des Menschen gehörigen Streptococcus-Arten finden sich vor allem im Rachen, Darm und Genitaltrakt.
Einige Streptokokken können leichte bis schwere Erkrankungen von Tieren und Menschen verursachen, Beispiele: Streptococcus pyogenes als Eitererreger, Streptococcus mutans als Kariesverursacher. Vorkommen von Streptokokken im Blut verursacht Sepsis (Blutvergiftung). Die Art einer eventuellen antibiotischen Behandlung von Infektionen mit Streptokokken hängt von Schwere und Ort der Erkrankung sowie von Gruppen- bzw. Artzugehörigkeit der beteiligten Streptokokken ab.

## Einteilung, medizinische Bedeutung

Die verschiedenen Hämolysetypen

Die Einteilung von Streptokokken kann anhand verschiedener Kriterien erfolgen. Unter anderem nach dem Hämolyseverhalten (Auflösung von Erythrozyten), der Lancefield-Klassifikation, nach Habitat (zum Beispiel orale Streptokokken) oder anderen Aspekten. Streptokokken der Serogruppe D werden inzwischen als eigene Entität behandelt (siehe Enterokokken), weisen aber Streptokokken-Gruppenantigene (siehe Lancefield-Einteilung) und enge Verwandtschaft auf, so dass sie deshalb hier mit aufgeführt werden. Manche Streptokokkenarten kommen in vielen Formen mit verschiedenen Antigentypen vor. So sind von Streptococcus pneumoniae bereits 84 verschiedene Stämme bekannt, die sich in der chemischen Struktur ihrer Polysaccharidhülle unterscheiden. Jeder dieser Stämme stellt einen unterschiedlichen Serotyp dar. Die Polysaccharidhülle von S. salivarius zum Beispiel besteht aus einem Polymer der Fructose (ein sogenanntes Laevan, die Hülle wird deshalb als Laevankapsel bezeichnet).

### Hämolyseverhalten

#### α-Hämolyse
Als vergrünende Streptokokken (auch Viridans-Streptokokken oder Streptococcus viridans) werden Streptokokken bezeichnet, die auf Blutagar-Nährmedien eine so genannte α-Hämolyse („Vergrünung“) verursachen. Die Begrifflichkeit Streptococcus viridans suggeriert, dass es sich um eine einzige Art handele, dabei werden unter diesem Begriff verschiedene Arten zusammengefasst. Gemeinsam ist ihnen, dass sie Erythrozyten (rote Blutkörperchen) unter Abbau des Hämoglobins zerstören, wobei grünliche Produkte entstehen. Sie gehören zur normalen Mikroorganismenbesiedelung der Mundhöhle. Viele von ihnen können bei Übertritt ins Blut zu einer Herzinnenhautentzündung (Endokarditis) führen. Eine dieser Spezies ist die Art Streptococcus mutans, welche bei der Zahnkaries (Auflösung von Zahnsubstanz) eine bedeutende Rolle spielt, indem sie einerseits festhaftende Exopolysaccharide und andererseits aus Kohlenhydraten Milchsäure bildet, die dann wiederum die Zahnsubstanz angreift. α-hämolysierende Streptokokken können auch Hals-Nasen-Ohren-Erkrankungen (HNO-Erkrankungen) hervorrufen. Mit α-Hämolyse präsentieren sich in der Regel: Aerorococcus spp., S. pneumoniae, S. mutans, S. sanguis, S. mitis, S. equinus, Enterococcus durans, Enterococcus faecium sowie teilweise auch Enterococcus faecalis.  Auch Aerococcus wird inzwischen einer eigenen Familie (siehe Aerococcaceae) zugerechnet, ist jedoch mit bloßem Auge nicht von Streptococcaceae unterscheidbar und wird in mikrobiologischen Laboratorien im gleichen Arbeitsgang wie vergrünende Streptokokken identifiziert.

#### β-Hämolyse
β-hämolysierende Streptokokken der Serogruppe B können für Neugeborene ein Risiko während der Geburt darstellen. Sie können bei vaginaler Entbindung von der Mutter übertragen werden. Besonders bei Frühgeborenen können diese Bakterien zu Sepsis, Meningitis (Hirnhautentzündung) und Pneumonie führen. Nachweisbar sind sie zum Beispiel durch Abstriche des Vaginal- bzw. Dammbereichs. Behandelt werden sie für den Zeitraum der Entbindung (ab Blasensprung oder beim Einsetzen der ersten Wehen) durch Verabreichen von Antibiotika an die Gebärende. Es gibt zwei Präventions-Strategien: alle Gebärenden zu testen und im Falle einer Infektion Antibiotika zu geben (Test-Strategie) oder allen Frauen Antibiotika zu geben, die ein erhöhtes Risiko haben (Risiko-Strategie). Der IGeL-Monitor des Vereins MDS (Medizinischer Dienst des Spitzenverbandes Bund der Krankenkassen) bewertet den Streptokokkentest in der Schwangerschaft bezüglich der Frage „Kann der Test dazu beitragen, dass sich weniger Neugeborene mit B-Streptokokken anstecken?“ mit „unklar“. Nur bei hohem Risiko ist der B-Streptokokken-Test eine Leistung der gesetzlichen Krankenkassen in Deutschland. Mit β-Hämolyse erscheinen a) sehr selten: E. faecalis und E. faecium; b) selten: S. mutans, S. sanguis und E. durans; c) meist: S. pyogenes, S. agalactiae und S. equisimilis.

#### γ-Hämolyse
Mit γ-Hämolyse, also in der Realität ohne Hämolyseverhalten, treten z. B. S. salivarius und meist E. faecalis auf. Das Hämolyseverhalten, auch das Nichtvorhandensein dieser, ist ein erster orientierender Hinweis in der Diagnostik von Bakterien.

## Arten
- S. acidominimus Ayers & Much 1922
- S. agalactiae Lehmann & Neumann 1896
- S. alactolyticus Farrow et al. 1985
- S. anginosus (Andrewes & Horder 1906)
- S. australis Willcox et al. 2001
- S. azizii Shewmaker et al. 2017
- S. bovimastitidis de Vries et al. 2018
- S. caballi Milinovich et al. 2008
- S. caledonicus Foster et al. 2020
- S. cameli Kadri et al. 2015
- S. canis Devriese et al. 1986
- S. caprae Vela et al. 2016
- S. castoreus Lawson et al. 2005
- S. catagoni Mühldorfer et al. 2020
- S. caviae Palakawong Na Ayudthaya et al. 2017
- S. chenjunshii Tian et al. 2019
- S. constellatus (Prévot 1924) Holdeman & Moore 1974
- S. criceti corrig. Coykendall 1977
- S. cristatus corrig. Handley et al. 1991
- S. cuniculi Vela et al. 2014
- S. cuniculipharyngis Vela et al. 2022
- S. danieliae Clavel et al. 2013
- S. dentapri Takada et al. 2010
- S. dentasini Takada et al. 2013
- S. entiloxodontae Shinozaki-Kuwahara et al. 2016
- S. dentirousetti Takada & Hirasawa 2008
- S. devriesei Collins et al. 2004
- S. didelphis Rurangirwa et al. 2000
- S. downei Whiley et al. 1988
- S. downii Martínez-Lamas et al. 2020
- S. dysgalactiae (ex Diernhofer 1932) Garvie et al. 1983
- S. entericus Vela et al. 2002
- S. equi Sand & Jensen 1888
- S. equinus Andrewes & Horder 1906
- S. ferus (ex Coykendall 1977) Coykendall 1983
- S. fryi Tomida et al. 2021
- S. gallinaceus Collins et al. 2002
- S. gallolyticus Osawa et al. 1996
- S. gordonii Kilian et al. 1989
- S. halichoeri Lawson et al. 2004
- S. halotolerans Niu et al. 2016
- S. henryi Milinovich et al. 2008
- S. hillyeri MacFadyen et al. 2019
- S. himalayensis Niu et al. 2017
- S. hongkongensis Lau et al. 2013
- S. hyointestinalis Devriese et al. 1988
- S. hyovaginalis Devriese et al. 1997
- S. ictaluri Shewmaker et al. 2007
- S. ilei Hyun et al. 2022
- S. infantarius Schlegel et al. 2000
- S. infantis Kawamura et al. 1998
- S. iniae Pier & Madin 1976
- S. intermedius Prévot 1925
- S. lactarius Martín et al. 2011
- S. loxodontisalivarius Saito et al. 2014
- S. lutetiensis Poyart et al. 2002
- S. macacae Beighton et al. 1984
- S. marimammalium Lawson et al. 2005
- S. marmotae Niu et al. 2016
- S. massiliensis Glazunova et al. 2006
- S. merionis Tappe et al. 2009
- S. minor Vancanneyt et al. 2004
- S. mitis Andrewes & Horder 1906
- S. moroccensis Kadri et al. 2014
- S. mutans Clarke 1924
- S. oralis Bridge & Sneath 1982
- S. oricebi Saito et al. 2016
- S. oriloxodontae Shinozaki-Kuwahara et al. 2014
- S. orisasini Takada et al. 2013
- S. oriscaviae Teng et al. 2023
- S. orisratti Zhu et al. 2000
- S. orisuis Takada & Hirasawa 2007
- S. ovis Collins et al. 2001
- S. ovuberis Zamora et al. 2017
- S. pacificus Volokhov et al. 2021
- S. panodentis Okamoto et al. 2016
- S. pantholopis Bai et al. 2016
- S. parasanguinis corrig. Whiley et al. 1990
- S. parasuis Nomoto et al. 2015
- S. parauberis Williams & Collins 1990
- S. penaeicida Morales-Covarrubias et al. 2018
- S. peroris Kawamura et al. 1998
- S. phocae Skaar et al. 1994
- S. pluranimalium Devriese et al. 1999
- S. plurextorum Vela et al. 2009
- S. pneumoniae (Klein 1884) Chester 1901
- S. porci Vela et al. 2010
- S. porcinus Collins et al. 1985
- S. porcorum Vela et al. 2011
- S. pseudopneumoniae Arbique et al. 2005
- S. pseudoporcinus Bekal et al. 2007
- S. pyogenes Rosenbach 1884
- S. ratti corrig. Coykendall 1977
- S. respiraculi Niu et al. 2018
- S. rifensis Kadri et al. 2014
- S. rubneri Huch et al. 2013
- S. ruminantium Tohya et al. 2017
- S. ruminicola Park et al. 2023
- S. rupicaprae Vela et al. 2011
- S. salivarius Andrewes & Horder 1906
- S. saliviloxodontae Saito et al. 2014
- S. sanguinis corrig. White & Niven 1946
- S. sciuri Volokhov et al. 2023
- S. sinensis Woo et al. 2002
- S. sobrinus Louis Pasteur 1887
- S. suis (ex Elliot 1966) Kilpper-Bälz & Schleifer 1987
- S. tangierensis Kadri et al. 2015
- S. thalassemiae Diouf et al. 2023
- S. thermophilus Schleifer et al. 1995
- S. thoraltensis Devriese et al. 1997
- S. toyakuensis Wajima et al. 2022
- S. troglodytae Okamoto et al. 2013
- S. troglodytidis Zhang et al. 2013
- S. uberis Diernhofer 1932
- S. urinalis Collins et al. 2000
- S. ursoris Shinozaki-Kuwahara et al. 2011
- S. vestibularis Whiley & Hardie 1988
- S. vicugnae Volokhov et al. 2021
- S. zalophi Volokhov et al. 2021

## Nutzen
Streptokokken werden zur Herstellung von Sauergemüse, Silage und Sauermilchprodukten genutzt (siehe unter Vorkommen).
Aus Streptokokken wird das Enzym Streptokinase gewonnen, welches bei der Fibrinolyse (Auflösung von Fibrin) als Fibrinolyseaktivator eingesetzt wird. Siehe auch BLIS als Prophylaxe gegen Parodontose und zum Aufbau der Darmflora nach Antibiotikatherapie oder Therapie von Mykosen.

## Meldepflicht
Nach dem Recht Thüringens ist der Nachweis vom Beta-hämolysierenden Streptokokken der Gruppe A namentlich zu melden.